# Yorgelis Rodríguez
Yorgelis Rodríguez García (Guantánamo, 25 gennaio 1995) è una multiplista e altista cubana, primatista nazionale dell'eptathlon.

## Progressione

### Eptathlon
| Stagione | Punteggio | Luogo          | Data      | Rank. Mond. |
| -------- | --------- | -------------- | --------- | ----------- |
| 2017     | 6 594 p.  | Londra         | 6-8-2017  | 6ª          |
| 2016     | 6 481 p.  | Rio de Janeiro | 13-8-2016 | 9ª          |
| 2015     | 6 332 p.  | Toronto        | 25-7-2015 | 16ª         |
| 2014     | 6 231 p.  | L'Avana        | 22-2-2014 | 18ª         |
| 2013     | 6 186 p.  | L'Avana        | 17-3-2013 | 19ª         |
| 2012     | 5 994 p.  | L'Avana        | 5-5-2012  | 47ª         |

## Palmarès
| Anno | Manifestazione      | Sede           | Evento        | Risultato | Prestazione | Note                                              |
| ---- | ------------------- | -------------- | ------------- | --------- | ----------- | ------------------------------------------------- |
| 2011 | Mondiali allievi    | Lilla          | Eptathlon     | Argento   | 5 671 p.    | Miglior prestazione personale                     |
| 2012 | Mondiali juniores   | Barcellona     | Eptathlon     | Oro       | 5 966 p.    |                                                   |
| 2013 | Mondiali            | Mosca          | Eptathlon     | 12ª       | 6 148 p.    |                                                   |
| 2014 | Mondiali juniores   | Eugene         | Salto in alto | 16ª (q)   | 1,79 m      |                                                   |
| 2014 | Mondiali juniores   | Eugene         | Eptathlon     | Argento   | 6 006 p.    |                                                   |
| 2014 | Giochi CAC          | Veracruz       | Eptathlon     | Oro       | 5 984 p.    | Record dei Giochi                                 |
| 2015 | Giochi panamericani | Toronto        | Eptathlon     | Oro       | 6 332 p.    | Record dei Giochi · Miglior prestazione personale |
| 2015 | Mondiali            | Pechino        | Eptathlon     | 21ª       | 5 932 p.    |                                                   |
| 2016 | Giochi olimpici     | Rio de Janeiro | Eptathlon     | 7ª        | 6 481 p.    | Record nazionale                                  |
| 2017 | Mondiali            | Londra         | Eptathlon     | 4ª        | 6 594 p.    | Record nazionale                                  |
| 2018 | Mondiali indoor     | Birmingham     | Salto in alto | 13ª       | 1,84 m      |                                                   |
| 2018 | Mondiali indoor     | Birmingham     | Pentathlon    | Bronzo    | 4 637 p.    | Record nazionale                                  |
| 2018 | Giochi CAC          | Barranquilla   | Eptathlon     | Oro       | 6 436 p.    | Record dei Giochi                                 |
| 2019 | Giochi panamericani | Lima           | Eptathlon     | dnf       | dnf         |                                                   |
| 2021 | Giochi olimpici     | Tokyo          | Eptathlon     | dnf       | dnf         |                                                   |